# 게티즈버그 7월 1일 전투

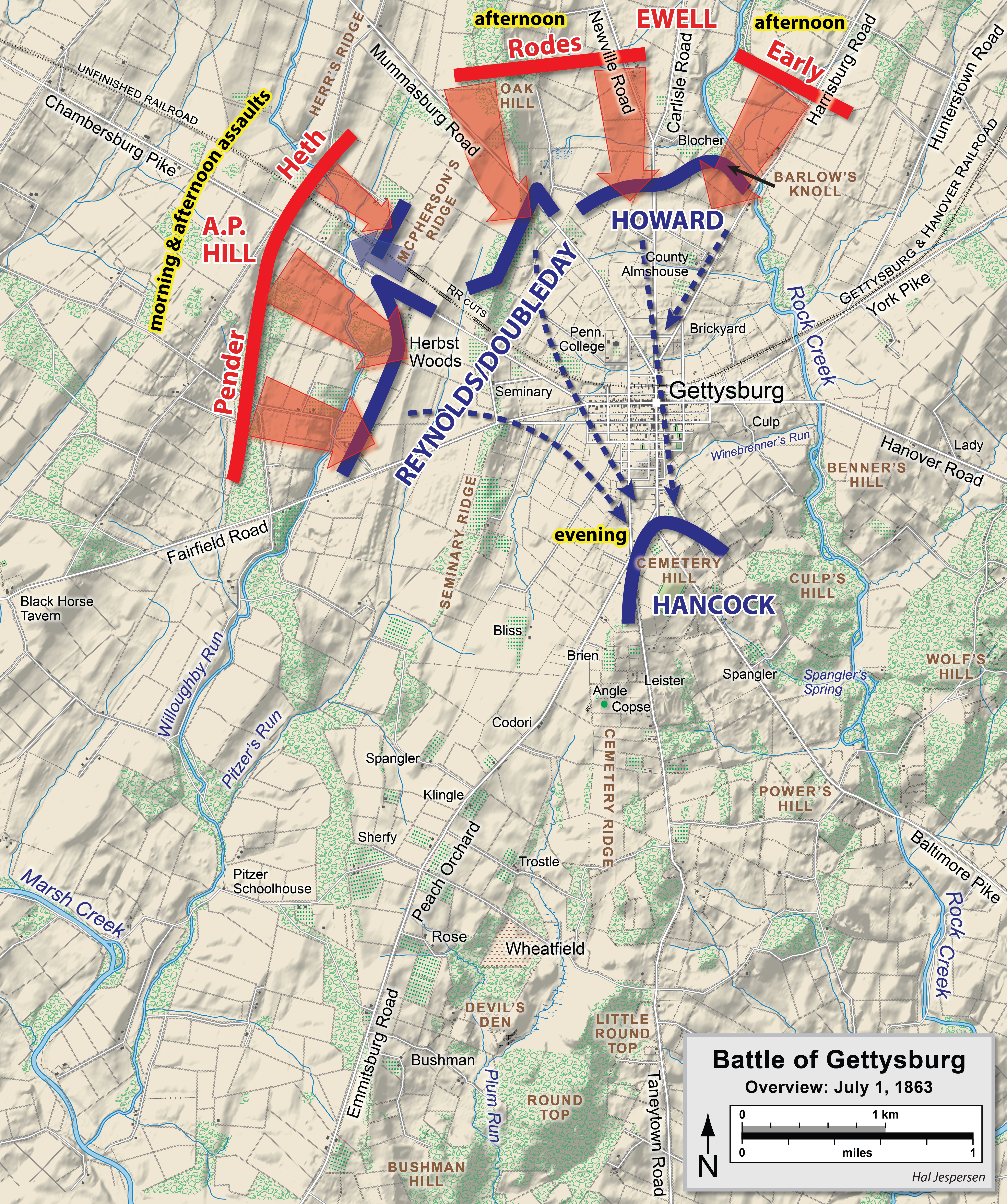
7월 1일 전투
남군
북군

게티즈버그 7월 1일 전투는 남군 북버지니아군(로버트 리 장군 지휘)과 북군 포토맥군(조지 미드 소장)의 일부 부대가 게티즈버그에서 1863년 7월 1일에 시작한 전투로, 곧바로 대규모 전투로 발전했고, 수적 압도당한 북군이 게티즈버그 남쪽 고지대로 후퇴하면서 최고조에 달했다.
첫째 날 전투는 전투 현장으로 다른 부대들이 꾸역꾸역 몰려오면서 3가지 국면으로 진행되었다. 오전에 헨리 히스 사단(A. P. 힐 소장 군단) 소속의 2개 여단이 존 뷰퍼드가 지휘하는 말에서 내린 북군 기병대에 의해 전진을 제지당했다. 존 레이놀즈 소장이 지휘하는 북군 1 군단의 보병 증원부대가 도착하자, 남군의 챔버스버그 파이크를 향한 돌격은 격퇴되었으나, 레이놀즈 소장은 남군 저격병에 저격을 당해 현장에서 즉사했다. 이후 1군단의 지휘권은 애브너 더블데이가 인수했다. 오후 초, 북군 11 군단이 도착했고, 북군의 위치는 마을의 서쪽에서 북쪽으로 반원형을 이루고 있었다. 리처드 S. 이월의 남군 2군단이 북쪽에서 대규모 공격을 개시했다. 로버트 로즈 사단은 오크 힐에서 공격하고, 주벌 얼리 사단은 마을 북쪽 개활지에서 공격을 시작했다. 북군 방어선은 바로우 고지의 돌출부를 뺐기긴 했어도 남군의 거센 공격에도 불구하고 대체로 위치를 지키고 있었다.
전투의 3번째 국면은 로즈가 북쪽에서 공격을 재개하고, 히스도 윌리엄 펜더 소장 사단과 함께 서쪽에서 전체 사단 병력으로 돌아와 공격을 재개했다. 루터 신학교 능선 근처와 오크 능선에서 벌어진 격렬한 전투로 결국 북군 방어선은 붕괴하여 하워드의 11군단이 먼저 후퇴하기 시작했고, 우측이 텅 비게 된 1군단도 뒤이어 뒷걸음질 치게 되었다. 북군 병력 일부는 수많은 사상자와 포로를 남겨놓고 마을을 지나 후퇴했고, 다른 이들은 간단히 후퇴했다. 북군은 묘지 언덕에 방어에 유리한 지점을 점령하고 진지를 구축하여 추가 공격에 대비했다. 11군단장 올리버 하워드가 사전 수배해놓은 예비대가 후퇴하는 북군을 수습했다. 이때 로버트 리가 내린 "가능하다면" 고지를 점령하라는 명령에 이월은 공격을 선택하지 않았다. 역사가들은 그가 가능하다면이 아니라 해야 한다고 했다면 전투 결과가 어떻게 달라졌을 것인지에 대해 논쟁을 벌여왔다. 그런 논쟁과 상관없이 이월은 그 날 고지를 공격하지 않았고, 이 고지들은 뒤늦게 전장에 도착한 북군이 전열을 가다듬는 데 중요한 역할을 하게 되었다.

## 오전

### 뷰퍼드 기병대의 방어

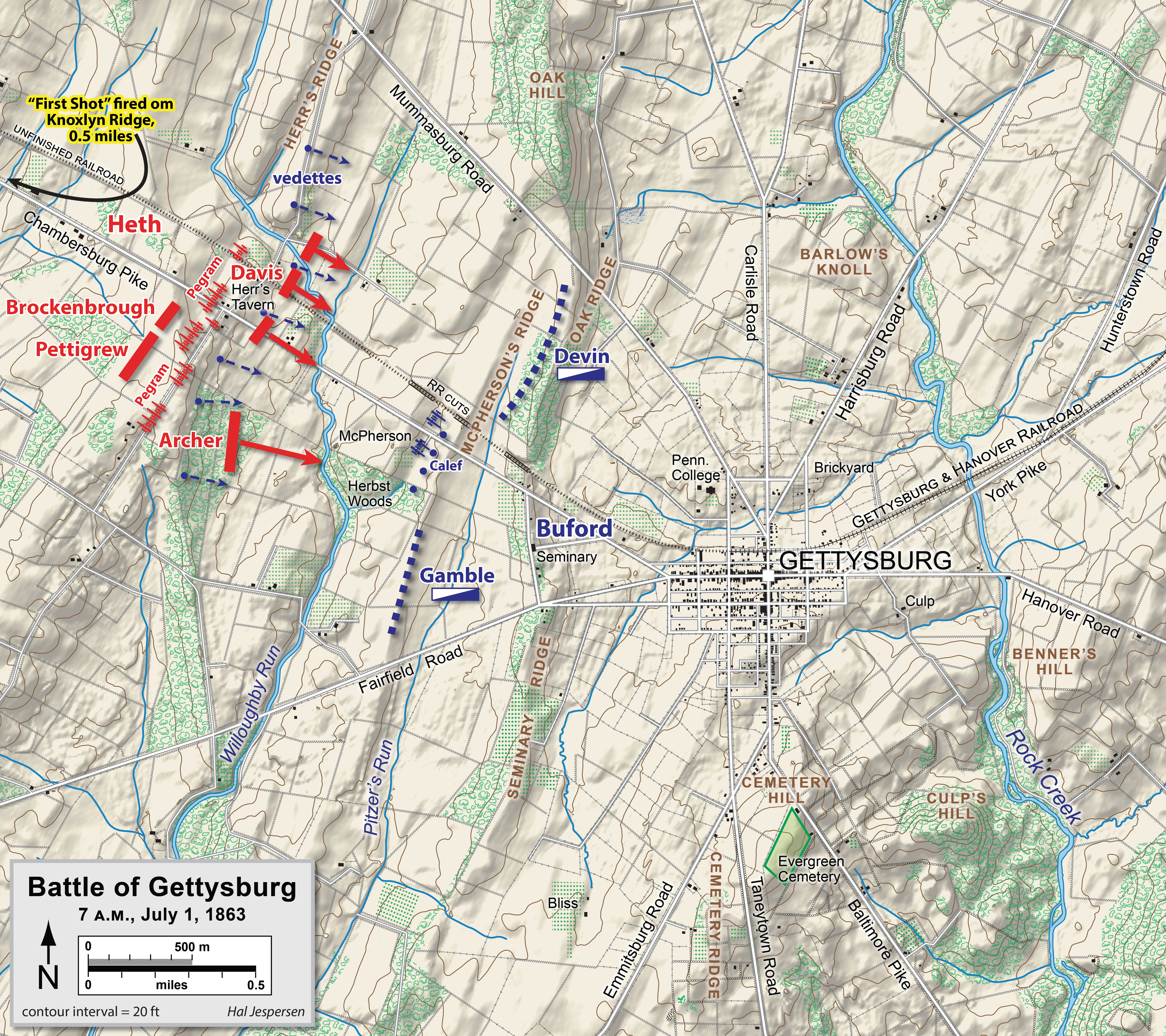
기병대의 지연 작전, 오전 7시 ~ 10시

7월 1일 아침, 북군 존 뷰퍼드의 기병사단은 북서쪽 캐쉬타운 방향에서 남군 보병부대가 접근해오고 있다는 것을 알았다. 이들 남군은 존스턴 페티그루 준장 여단이었다. 페티그루 준장은 그 전날, 게티즈버그에 북군이 들어왔다는 것을 알았지만, 포토맥군을 엄호하는 정규군 기병대가 아니라 펜실베이니아 민병대라고 믿고 있었다.
뷰퍼드는 게티즈버그 남쪽의 고지대의 중요성을 깨달았다. 그는 만일 남군이 고지대를 점령할 수 있다면, 미드군이 그들을 몰아내기는 힘들 것이라는 사실을 알았다. 그는 게티즈버그 서쪽 3개의 능선을 활용하기로 마음먹었다. 3개 능선은 마을 방향으로 서쪽에서 동쪽으로 뻗어있는, 헤어 능선, 맥퍼슨 능선, 그리고 신학교 능선이었다. 강력한 남군 보병 전력에 맞서서 자신의 소규모 사단으로 북군 보병부대가 도착하여 마을 남쪽 묘지 언덕, 묘지 능선, 컬프스힐에 강력한 방어 진지를 확보할 수 있는 시간을 벌기 위한 지연 작전을 펼치기에 적합한 지형이었다. 그날 아침, 포토맥군의 좌익을 지휘하고 있던 레이놀즈는 휘하 군단에게 뒤에서 매우 가까이에서 후속해서 따라오던 북군 11 군단(올리버 하워드 소장)과 함께 뷰퍼드가 있는 곳까지 행군하라는 명령을 내렸다.
남군의 A. P. 힐 중장의 3 군단에 속한 헨리 히스 소장 사단이 게티즈버그 방향으로 진격했다. 히스는 기병대 없이 윌리엄 J. 페그람 소령의 포병대와 함께 전개하고 있었다. 제임스 J. 아처 준장과 조셉 R. 데이비스 준장 여단의 2개 보병여단이 챔버스버그 파이크를 따라 동쪽 방향으로 뒤따라오고 있었다. 오전 7시 30분 경, 마을 서쪽 5km(3마일) 지점에서 히스의 2개 여단이 방어선에 전개한 기병 전초부대의 가벼운 저항에 직면하여 즉시 전투 대열로 전개했다. 사실 그들은 윌리엄 갬블 대령의 기병여단 소속으로 말에서 기병들이었다. 전투의 첫 번째 총성은 8 일리노이 기병대의 마르셀루스 E. 존스 중위가 쏜 것이라고 알려졌지만, 반마일 거리에서 회색 말을 탄 누군지 알아보기 힘든 자가 쏜 것이었다. 다만, 그 행동은 상징적인 것에 불과했다. 아무튼 뷰퍼드의 2,748명의 병력은 얼마 안 있어 전투 종대로 전개하는 7,600명의 남군 보병들을 맞이했다.
겜블 대령의 부하들은 울타리 뒤에 은폐하여 후장식 기병총으로 급속 사격을 하면서 남군을 공격했다. 이것은 그들이 다연발 연발 기병총으로 무장했다는 신화를 낳았다. 그럼에도 불구하고, 그들은 전장식 기병총이나 소총보다 2~3배 빨리 쏠 수 있었다. 또한, 후장식 설계는 북군이 서서 재장전을 하지 않고 은폐물 뒤에서 안전하게 재장전할 수 있도록 해주었다. 이 점은 남군보다 월등한 이점이었다. 남군은 여전히 서서쏴 자세로 재장전을 해야 했으며, 그 덕분에 손쉬운 표적이 되었다. 그렇지만, 이것도 상대적으로 피를 덜 흘리게 해줄 뿐이었다. 오전 10시 20분 경, 남군은 헤어 리지에 도달했고, 북군 기병들을 맥퍼슨 능선으로 동쪽으로 밀어냈다. 이때 마침 1군단의 전위부대인 제임스 워즈워스 소장 사단이 도착했다. 각 부대는 레이놀즈 장군이 부대별로 이끌었고, 뷰퍼드와 간단히 협의하여 더 많은 병력을 전방으로 데리고 오기 위해 서둘렀다.

### 데이비스 대 커틀러

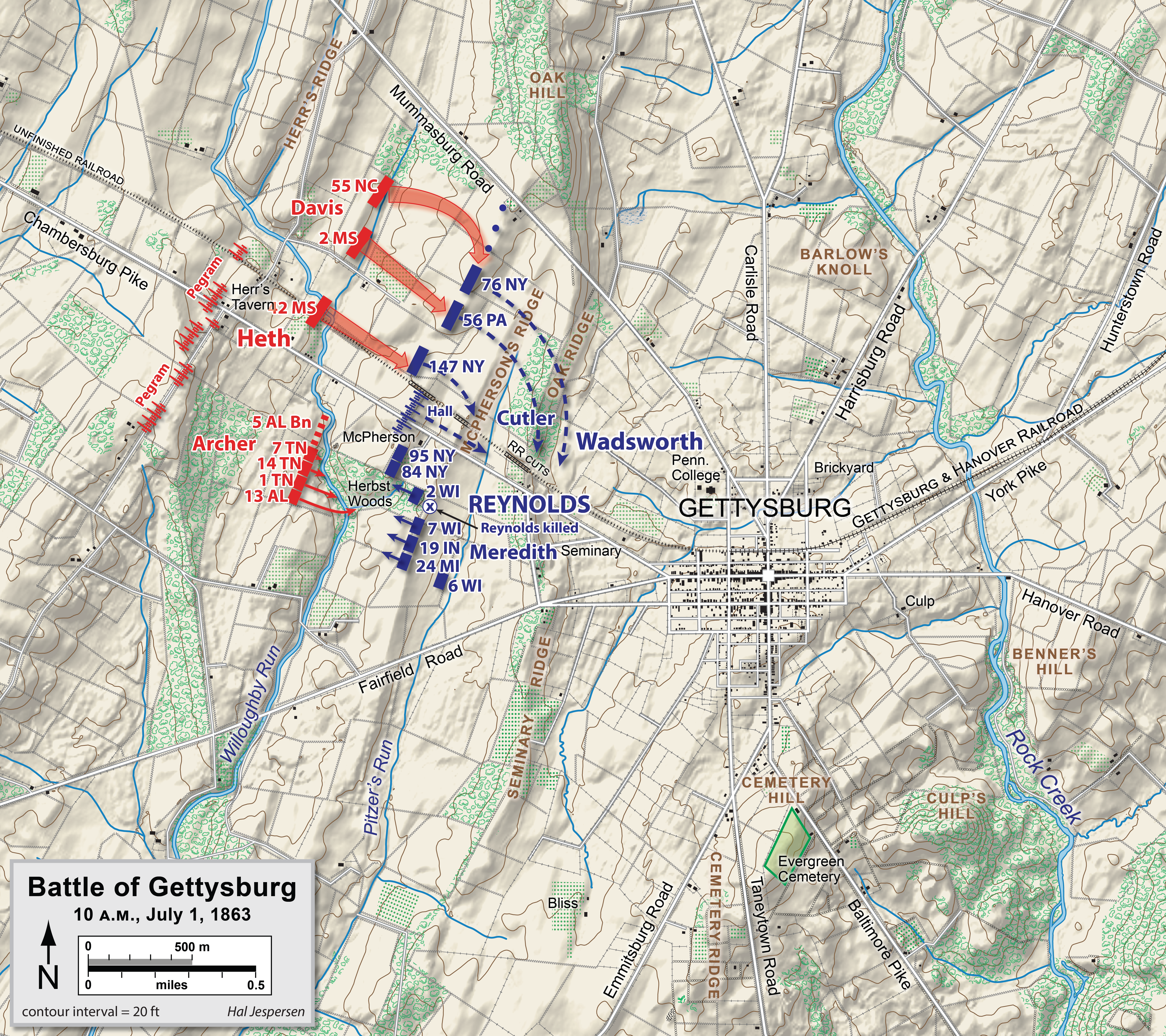
데이비스 대 커틀러, 오전 10시 ~ 10시 45분

오전의 보병 전투는 챔버스파크의 한쪽 면, 주로 맥퍼슨 능선에서 벌어졌다. 북쪽으로 미완공 철도 지반이 능선에 3군데의 얕은 개울을 만들어놓았고, 남쪽에서 큰 특징은 윌러비 개천과 허버스트 숲이었다(종종 맥퍼슨 숲으로도 불리지만, 원래 존 허버스트의 사유지다). 리샌더 커틀러 준장의 북군 기병여단이 데비이스 여단을 압박했다. 2개 연대는 파이크 북쪽에서, 2개 연대는 서쪽에서 데이비스 여단을 공격했다. 커틀러의 좌익으로 솔로몬 메레디스의 강철 여단이 아처를 공격했다.

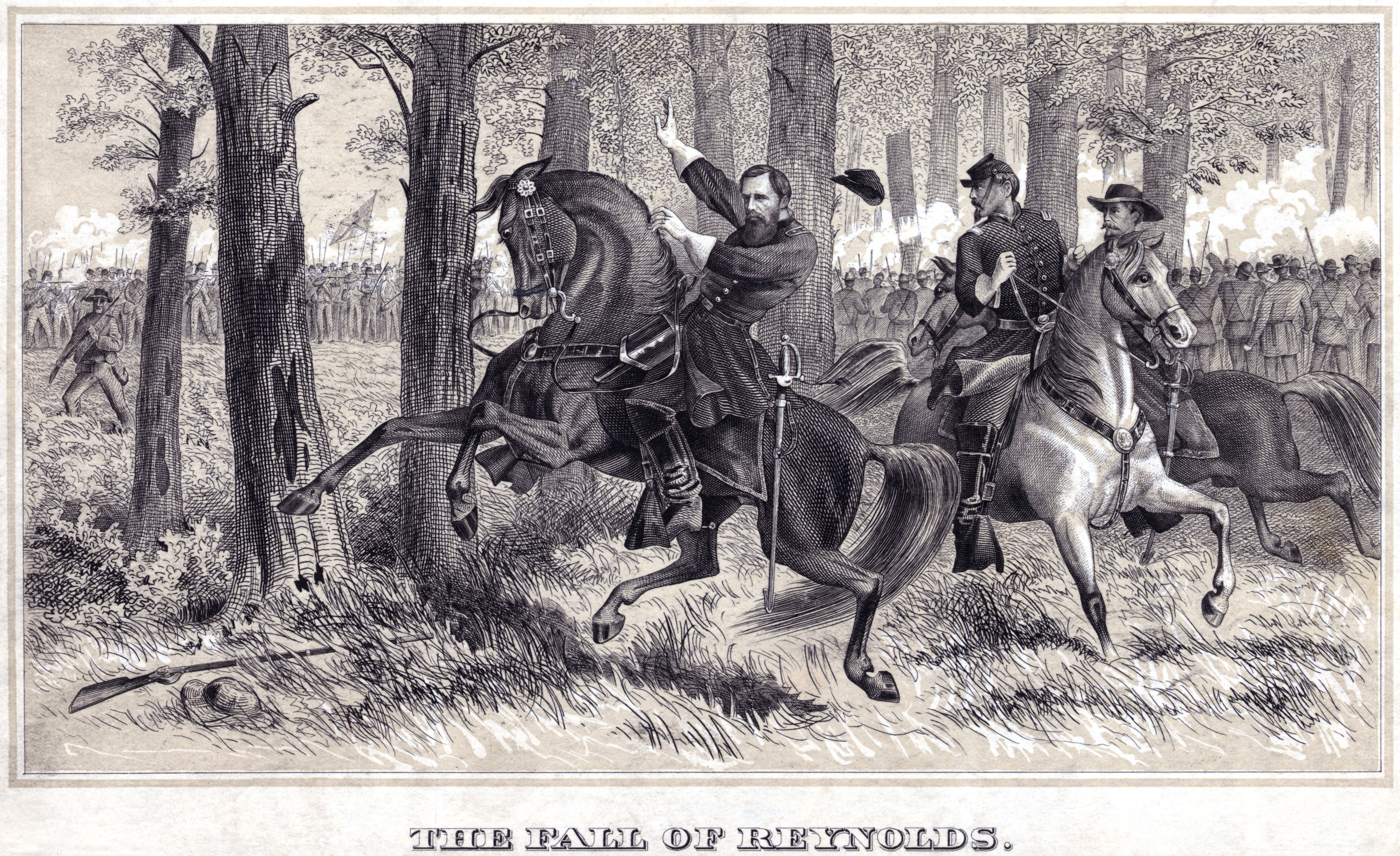
레이놀즈 소장의 전사.

레이놀즈 장군은 두 여단을 지휘하여 전투 위치에 배치하고, 제임스 A. 홀 대위의 메인 포병대를 칼리프가 일찌감치 자리를 잡은 곳에 배치했다. 레이놀즈가 허버스트 숲의 동쪽을 따라 말을 달리면서 "전진 앞으로! 하나님의 영광을 위해 전진하라! 숲에서 놈들을 쓸어내라!"라고 외치면서 병사들을 독려하고 있었다. 그때 귀 뒤에 피탄되어 즉사하면서 레이놀즈는 말에서 굴러 떨어졌다(대체로 역사가들은 레이놀즈가 저격병들에게 당했다고 믿고 있다. 그러나 그는 2 위스콘신 연대 방향에서 일제 사격에서 날아온 난사에 당한 것 같다는 의견도 있다). 레이놀즈의 전사로 1군단의 지휘권은 애브너 더블데이 소장에게 임시로 넘어갔다.
북군 방어선 우측에서는 커틀러 여단의 3개 연대가 미처 능선에 위치한 방어거점으로 투입되기 전에 데이비스 여단의 집중포화를 뒤집어썼다. 데이비스의 공격개시선은 북군이 방어진지를 지킬 수 없게 커틀러의 우익과 겹쳤고, 워즈워스는 커틀러의 연대들에게 신학교 능선으로 철수하라는 명령을 내렸다. 하지만, 불행한 147 뉴욕 연대는 연대장 프랜시스 C. 밀러 중령이 부하들에게 후퇴 명령을 내리기 직전에 피격되는 바람에, 이 불쌍한 뉴요커들은 두 번째 명령이 내려올 때까지 남군의 격렬한 공격을 받으며 계속 전투를 치렀다. 30분 간의 교전으로 커틀러 여단은 1,007명 중 45%의 피해를 입었고, 지휘관의 피격으로 제때 후퇴 명령을 받지 못한 147 뉴욕 연대는 장교와 사병 380명 중에서 207명을 잃었다. 승리에 들뜬 데이비스의 부하들은 다른 남군 부대들이 신학교 능선(Seminary Ridge)을 향해 동쪽으로 진격하는 동안 철도 지반 남쪽의 북군 방어지점으로 공격 방향을 바꾸었다. 이것은 파이크 북쪽 에 대한 남군의 시도를 분산시켜버렸다.

### 아처 대 메레디쓰

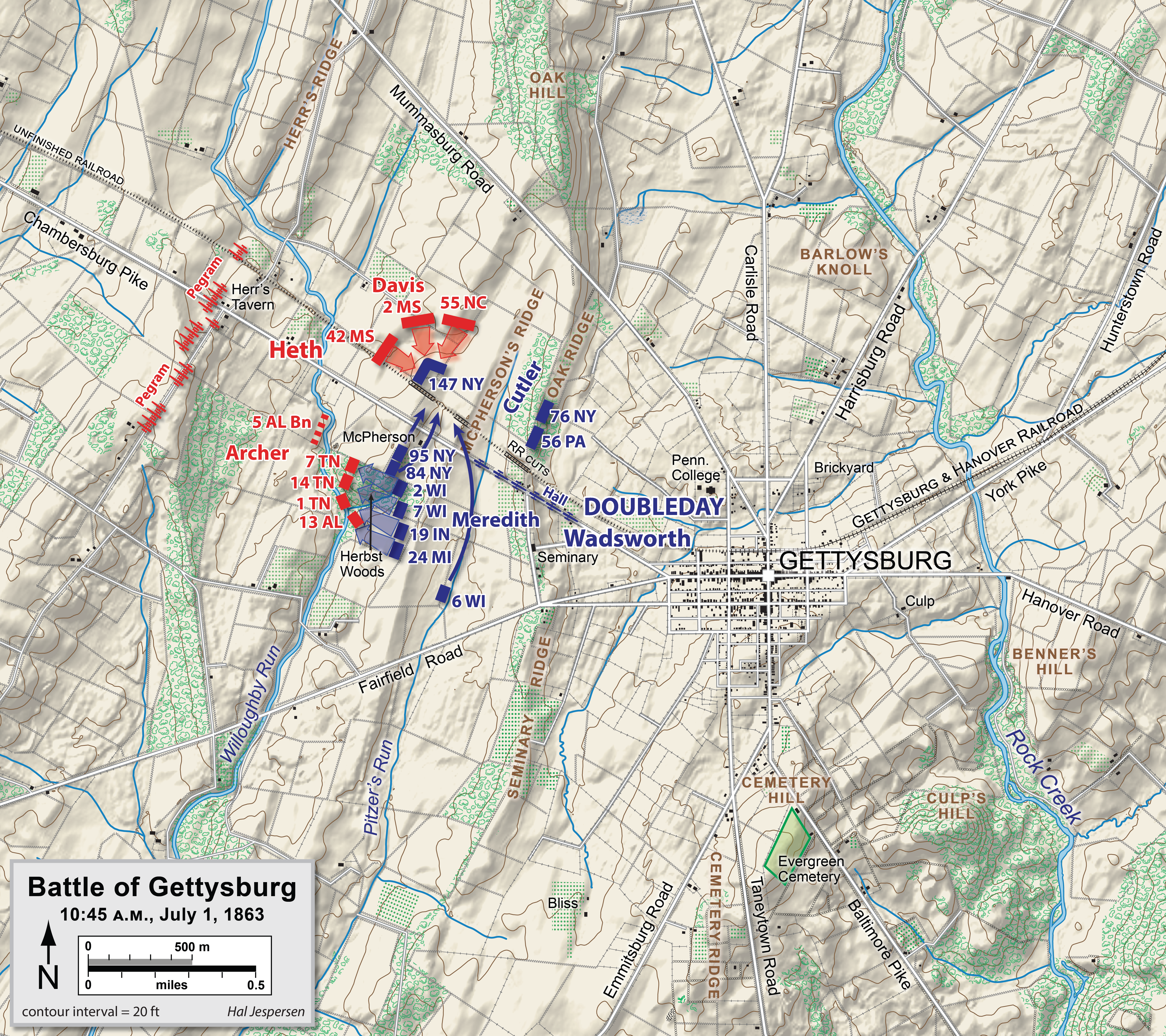
아처 대 메레디쓰, 오전 10:45

파이크 남쪽에서 아처의 부하들은 말에서 내린 기병들을 상대로 손쉬운 전투를 기대하고 있었고, 검은색 하디 모자들이 숲속에서 그들과 마주보고 있다는 것을 알게 되자 깜짝 놀랐다. 그들은 철을 생산하는 서부 지역 주에서 창설된 연대들로 구성된 강철 여단이었다. 강철 여단은 사납고 완강한 전사들이라는 명성으로 남군에서도 유명했다. 남군이 윌러비 개천을 건너 허버스트 숲으로 비탈길을 올라갈 때, 그들은 파이크 북쪽의 상황과 반대로 오른쪽으로 북군에게 포위당했다.
아처 자신은 전투에서 포로가 되었을 때 로버트 리의 군대에서 처음으로 포로가 된 장군이 되었다. 아처는 2 위스콘신 연대 G중대의 "용감하고 애국적이며, 정열적인 젊은 아일랜드인" 패트릭 몰로니 이병에게 포로가 되었을 때 14 테네시 연대 근처에 있었던 것 같다. 아처는 체포에 저항했지만, 몰로니는 힘으로 그를 제압했다. 몰로니 이병은 그날 전사했지만, 사후에 의회 명예 훈장이 추서되었다. 아처가 후방으로 이송되었을 때, 옛 전우인 더블데이 장군과 마주쳤다. 더블데이는 아처를 반갑게 맞으며, "안녕, 아처. 자네 어때? 만나니 반갑구만" 라며 인사했다. 아처는 "글쎄, 난 망가진 모습 때문에 자네가 별로 반갑지 않은 걸. "라고 답했다.

### 철도 Cut

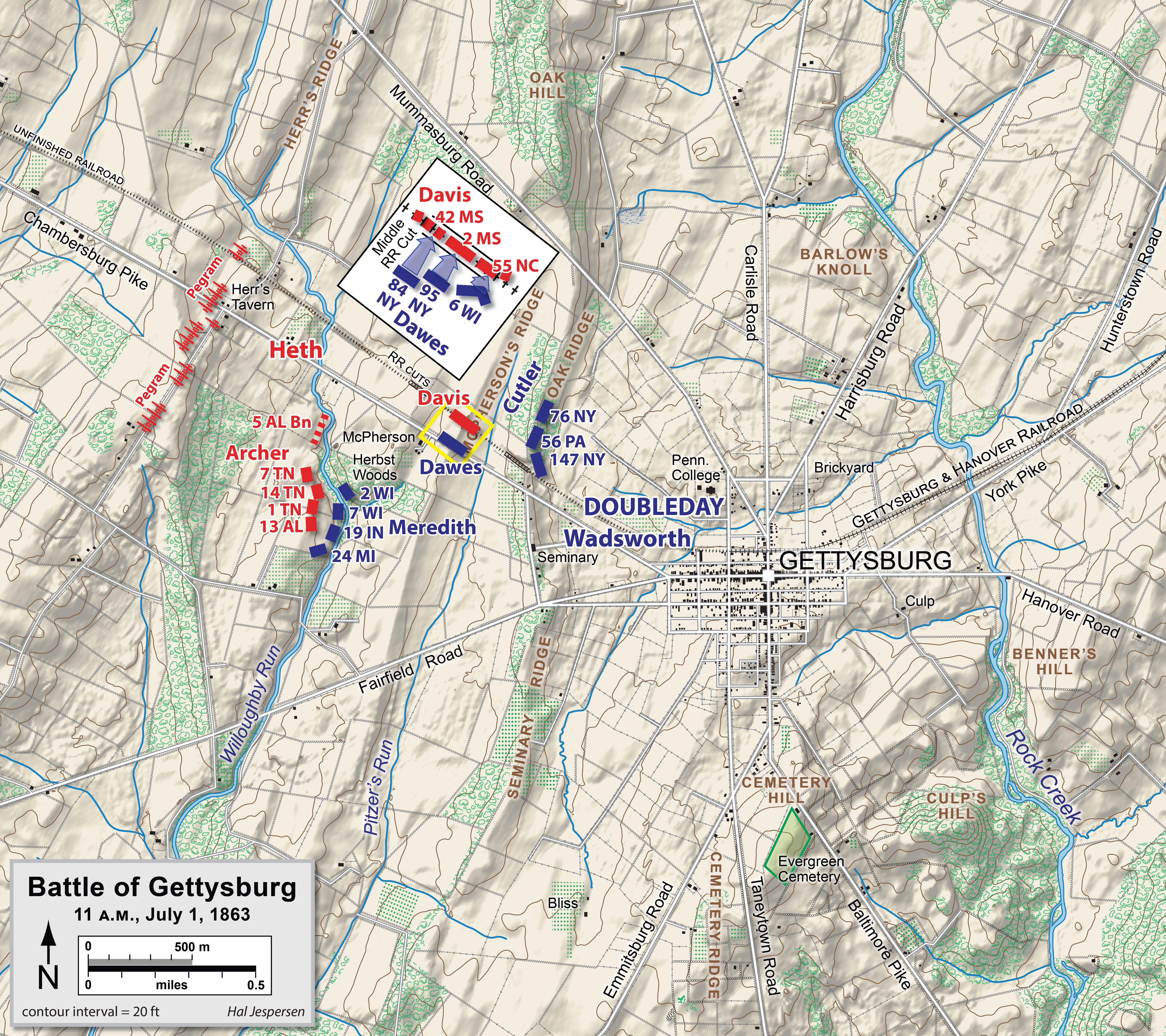
철도 cut에서 전투, 11:00 a.m.

오전 11시경, 더블데이는 루푸스 R. 도스 중령이 지휘하는 예비대 6 위스콘신 연대를 데이비스의 분산된 여단이 있는 북쪽으로 보냈다. 위스콘신인들은 파이크를 따라 울타리에 기대어 서서 커틀러의 부하들을 공격하는 데이비스 여단에 사격을 퍼부어 더 이상의 공격을 중지시켰고, 철도를 잘라 만든 길로 피한 남군 상당수에 피해를 입혔다. 6 위스콘신 연대는 산봉우리를 따라서 95 뉴욕 연대와 84 뉴욕 연대와 합세했다. 이들 3개 연대는 데이비스의 부하들이 숨은 철도가가 잘려 움푹 패인 곳(cut)으로 돌격했다. 남군에게는 불행하게도 이곳들(지도상에 중앙에 크게 그려진 3개 패인 곳)은 15피트 정도로 너무 깊어서 사격하기에는 좋은 위치가 되질 못했다. 상황은 점점 더 어려워졌다. 전체 부대를 지휘할 지휘관 데이비스 장군은 자리에 없었다. 그가 어디 있었는지는 알려지지 않았다.
도스의 부하들은 그럼에도 불구하고 돌격할 때마다 위압적인 사격에 직면했다. 돌격 중에 연대의 성조기는 적어도 3번 쓰러졌다. 한 번은 기수병이 도스에게 군기를 건네기 전에 도스 자신이 직접 쓰러진 군기를 집어 들기도 했다. 북군이 남군 쪽으로 접근하면서 양 끝은 접혀지면서 전체적으로 V자 형태를 만들게 되었다. 북군 병사들이 마침내 남군의 진지에 다달았을 때, 처절한 백병전이 전개되었다. 북군은 철도의 움푹 패인 곳 양끝에서 종사 사격을 퍼부을 수 있었고, 남군들은 항복을 생각하기 시작했다. 도스 대령은 "이 연대의 연대장은 어디 있는가?"(Where is the colonel of this regiment?)라고 외쳤고, 남군 2 미시시피 연대의 존 블레어 소령이 일어나며, "그러는 당신은 누구요?"라고 응답했고, 도스는 "나는 이 연대의 지휘관이다. 항복하라. 아니면 내가 쏠 것이다"(I command this regiment. Surrender or I will fire.)라고 대답했다. 도스는 그 다음에 일어난 일에 대해 나중에 다음과 같이 썼다.:
그 장교는 말없이 나에게 그의 칼을 건네는 것으로 답했다. 그리고 그의 부하들은 소총을 땅바닥에 던졌다. 무뚝뚝하고, 냉정하며, 군율이 잘 서있어서 우리 병사들은 일제 사격을 하지 않았고 수백 명의 적군을 구했다. 그리고 그때 그 순간을 생각할 때마다 나는 경탄하게 된다.....— 루푸스 R. 도스 대령, Service with the Sixth Wisconsin Volunteers (1890년, p. 169)

남군의 항복에도 불구하고 어정쩡한 자세로 군도 7자루를 들고 서 있는 도스를 놔두고, 전투는 수분간 계속되었고, 많은 남군은 헤어 리지로 탈출할 수 있었다. 북군 3개 연대는 전투에 참가한 1,184명 중 390명 ~ 440명을 잃었지만, 그들은 데이비스의 공격을 둔화시켰고, 남군이 강철 여단의 후방을 공격하지 못하게 막아 냈고, 남군 여단을 제압한 결과 그날 오후에 있었던 중요한 전투에 참가할 수 없게 만들었다. 남군의 피해는 1,707명 중 전사와 부상이 500명 이상이었으며, 포로 200여 명이 발생했다.

## 정오의 정적

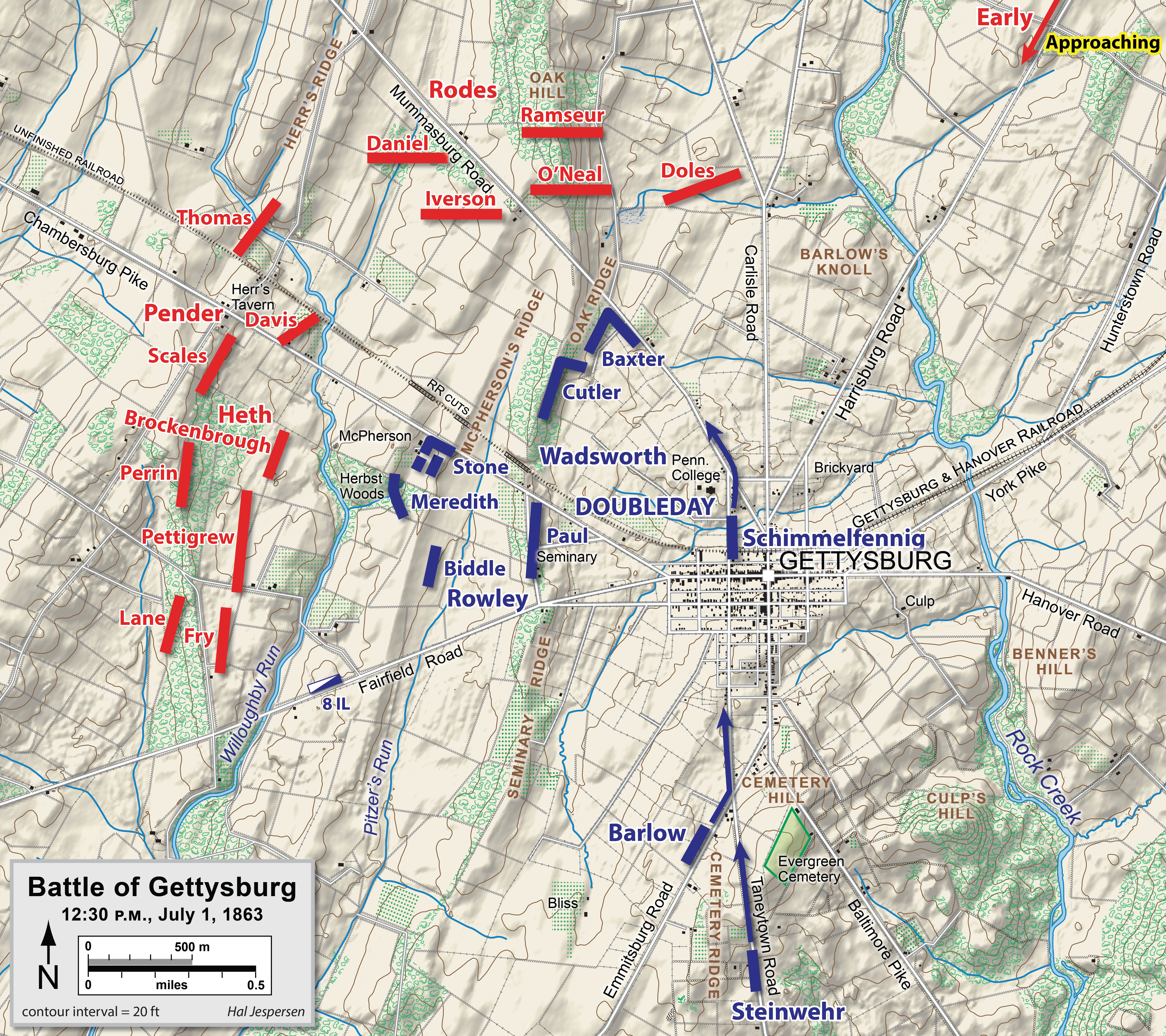
병력 배치 현황, 12:30 p.m.

오전 11시 30분경, 전투 현장은 잠시 조용해졌다. 남군 측에서는, 헨리 히스가 당황스러운 상황을 맞았다. 그는 리 장군의 명령에 따라 북버지니아군의 전 병력이 집결하기 전에 적과 교전을 회피해야만 했다. 그런데 실제로는 완전 편제의 보병사단으로 적군을 수색하기 위해서였지만, 표면적으로는 군화를 찾는다는 명분으로 게티즈버그로 출발했던 소풍이 결국 전투를 촉발시켰고, 그때까지 북군에 밀리고 있었던 것이다. 오후 12시 30분, 존스턴 페티그루 준장과 존 M. 브로큰브로우 대령이 지휘하는 2개 여단이 현장에 도착했고, 4개 여단으로 편성된 윌리엄 도시 펜더 소장의 사단도 힐 군단으로부터 도착했다. 나머지 힐 군단의 사단(리처드 H. 앤더슨 소장의 사단)은 그날 늦게까지 도착하지 않았다.
그렇지만, 적지 않은 더 많은 남군 병력이 달려오는 중이었다. 리처드 S. 이월의 2군단 소속 2개 사단이 칼라일과 요크 방향인 북쪽에서 게티즈버그로 진격하고 있었다. 교전 소식에 접한 이월이 급히 서스퀘헤나에서 게티스버그로 돌린 것이다. 로버트 E. 로즈 소장의 5개 여단이 칼라일 도로를 따라 행군하고 있었지만, 마을에 이르기 전에 힐 군단의 좌익과 연결할 수 있는 오크 능선의 우거진 숲으로 향했다.주벌 얼리 소장의 4개 여단은 해리스버그 도로 쪽에서 행군하고 있었다. 마을 북쪽의 북군 기병대 관측소에서 두 부대의 기동 상황을 탐지했다. 이월의 나머지 에드워드 "앨리게니" 존슨 소장의 사단도 그날 늦게까지 도착하지 못했다.
북군 측에서는 1군단의 나머지 부대들이 도착하면서 더블데이가 방어선을 재정비했다. 제일 먼저, 마침 더블데이가 1군단의 지휘권을 임시로 인수하면서 토마스 A. 로울리 준장이 지휘하게 된 더블데이 사단의 2개 여단을 따라온 찰스 웨인라이트 대령이 지휘하는 군단 포병대가 있었다. 더블데이는 방어선 한쪽 끝에 포병대를 배치했다. 오후에는 올리버 하워드 소장이 지휘하는 북군 11 군단이 태니타운과 에미츠버그 도로 위쪽으로 이동하여 게티즈버그 남쪽으로부터 도착했다. 레이놀즈가 전사하고, 그가 현재 전투 현장의 모든 북군을 지휘하게 되었다는 것을 알게 된 11시 30분에 하워드 소장은 페인스톡 형제의 직물가게 지붕에서 지역을 관측하고 있었다. 그는 다음과 같이 회상했다: "내 마음은 무거웠고, 상황은 정말 위험했다. 그러나 나는 그 순간을 망설이지 않았다. 신이 우리를 도와 우리는 포토맥군이 도착할 때까지 이곳에서 버틸 것이다. 나는 현장 전투 지휘를 맡았다."
하워드는 즉시 북군 3 군단(다니엘 E. 시클스 소장)과 12군단(헨리 W. 슬로컴)에 지원을 요청하는 전령을 보냈다. 하워드의 11군단 소속 카알 슈르츠 소장의 사단이 도착하자 오크 능선에 방어진지를 확보하고, 1군단 우익과 연결하기 위해 북쪽으로 보냈다(사단은 슈르츠가 하워드를 대신하여 11군단 지휘를 맡으면서, 알렉산더 쉬멜페닝 준장이 임시로 지휘하고 있었다). 프랜시스 밸로우 준장 사단은 슈르츠의 오른쪽에 배치되어 슈르츠 사단을 지원했다. 3번째로 도착한 아돌프 폰 쉬타인베어 준장 사단은 2개 포대와 더불어 묘지 언덕(Cemetry Hill)에 배치되었다. 만일 북군이 방어진지를 지키지 못하고 밀려나게 되면 묘지 언덕에서 재집결할 수 있도록 위치를 확보하는 것이 쉬타인베어 준장의 임무였다. 이곳은 레이놀즈가 죽기 직전에 하워드에게 그날 일찍 보내 명령에 부합하는 것이었다.

하워드의 계획에는 불행히도, 로즈가 오크힐에서 슈르츠 사단을 격파하는 바람에 11군단 사단은 오크 언덕 동쪽 아래인 마을 북쪽 넓은 평원에 위치를 잡아야 했다. 그들은 1군단 예비 사단인 존 C. 로빈슨 준장 사단과 연결되었는데, 로빈슨의 2개 여단은 더블데이가 이월의 도착 소식을 듣고 보낸 부대였다. 하워드의 방어선은 북쪽에서 그리 탄탄하지 못했다. 하워드는 곧 수적 열세에 처하게 되었고(그의 11군단은 챈슬러즈빌 전투 패배로 아직 회복하지 못하여 전투 가능 병력은 겨우 8,700명이었다), 그의 부하들이 있는 지형도 방어에 적합한 지형이 아니었다. 하워드는 슬로컴의 12군단의 증원군이 제 시간에 볼티모어 파이크에 도착하여 상황을 유리하게 전개할 수 있을 것이라는 희망을 갖고 있었다.

## 오후

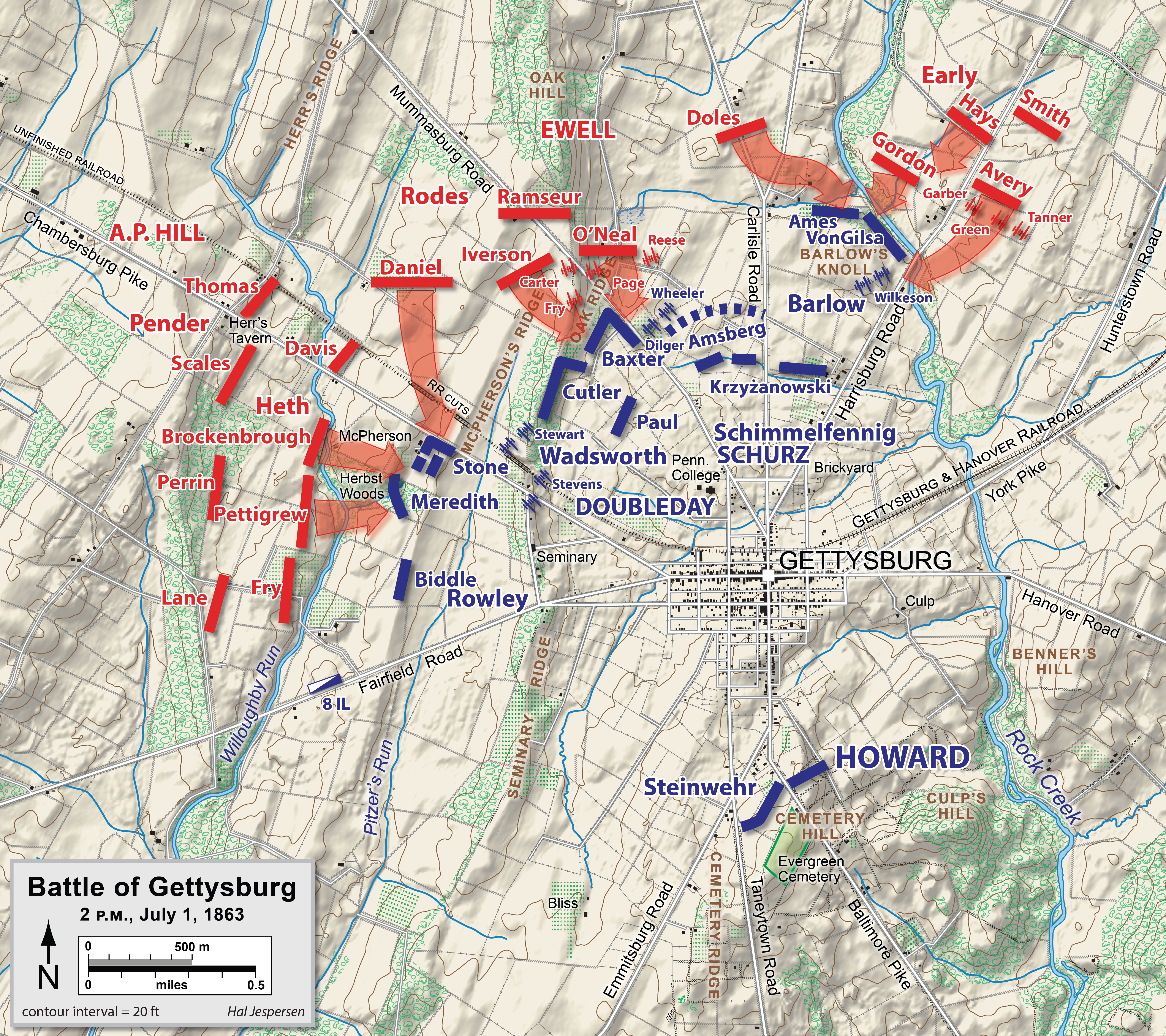
로즈, 히스, 얼리의 공격. 오후 2시 ~ 4시

오후 전투는 게티즈버그의 서쪽(힐 군단의 1군단 재공격)과 북쪽(이월 군단의 1군단 및 11군단 공격)에서 진행되었다. 로즈와 함께 이월은 하워드의 병력이 자기 앞에서 전개하는 것을 보고 이것이 북군의 공격 개시라고 생각했고, 교전을 금지하는 리의 명령을 무시하기로 했다.

### 로즈의 오크 언덕에서 공격
로즈는 북군 1 군단의 우익을 겨냥하여 휘하 3개 여단을 남쪽으로 보냈다. 1군단 좌익은 동쪽에서 서쪽으로 조지 P. 돌스 준장, 에드워드 A. 오닐 대령, 알프레드 아이버슨 준장의 부대로 구성되어 있었다. 돌스의 조지아 여단은 얼리 사단을 기다리며 경계 중이었다. 오닐과 아이버슨의 공격은 Mummasburg 도로를 따라 북쪽을 향해 종심이 얕은 역V자 형태의 방어선을 구축한 헨리 박스터 준장의 베테랑 6개 연대에 대해 별로 큰 성과를 거두지는 못했다. 오닐의 부하들은 아이버슨 여단과 같이 공격하지 못하고, 단독으로 전진했으며, 북군 1 군단 병사들의 맹렬한 사격에 뒤로 물러났다.
아이버슨은 기본적인 정찰 임무도 제대로 하지 못했고, 병사들을 맹목적으로 전진시켰다. 부하들이 전진하는 동안에 그는 부대 후미에 그대로 남아 있었다(오닐이 몇 분 전에 그랬던 것처럼). 박스터의 부하들은 돌담 뒤 숲에 숨어 있다가 100야드 이내에서 일제 사격을 퍼부어 노스캐롤라이나 여단 1,350명 중에서 800명 이상을 죽거나 다치게 했다. 일설에 의하면, 거의 사열 대형으로 쓰러진 노스캐롤라이나 병사들의 시체는 군화 뒤축까지도 완전히 일렬로 정렬된 상태였다고 한다(시체들은 나중에 현장에 매장되었고, 이 지역은 오늘날 초자연 현상의 근원지로 "아이버슨의 무덤"으로 불린다). 북군의 근거리 일제 사격에 동시에 남군 병사들이 쓰러졌다는 것이다.
박스터 여단은 탄약이 떨어졌다. 오후 3시경, 탄약이 떨어지자 박스터는 철수를 명령했고, 로빈슨 장군은 박스터 여단이 철수한 자리를 가브리엘 R. 폴 준장의 여단이 대신하도록 했다. 남군의 로즈는 유니어스 다니엘 준장과 스테픈 돗슨 람세어 준장이 지휘하는 2개 예비여단을 더 투입했다. 람세어 여단이 먼저 공격에 나섰으나, 폴 여단은 위치가 좋지 않았다. 폴 자신은 어느 교회에서 피격당했고, 시력을 완전히 잃었다(하지만 이런 부상을 당했어도 그는 살아남았고, 전투가 끝난 후 20년을 더 살았다). 그날이 끝나기 전에, 3명의 여단 지휘관들이 부상했다.
다니엘의 노스캐롤라이나 여단은 챔버스버그 파이크를 따라 남서쪽으로 1군단 방어선 돌파를 시도했다. 남군은 오전 전투가 벌어졌던 곳과 거의 같은 지역에서 북군 로이 스톤 대령의 펜실베이니아 "벅태일 여단"의 강력한 저항에 부딪혔고, 격렬했던 전투는 답보 상태에 빠졌다.

### 히스의 재공격
리 장군이 전투 현장에 도착한 것은 오후 2시 30분 경이었다. 이때 로즈의 부하들은 북군 방어선을 공격하던 중이었다. 전투 진행 경과를 살펴본 리는 일반 교전을 금지한 명령을 철회하고, 힐에게 아침부터 해온 공격을 계속해도 좋다고 승인했다. 북버지니아군에서 가장 규모가 큰 페티그루의 노스캐롤라이나 여단과 존 M. 브로큰브로 대령의 버지니아 여단 등 새로 도착한 2개 여단으로 히스 사단이 다시 선봉에 섰다.
페티그루 여단은 북군 강철여단이 버티고 있는 지대보다 낮은 지대에서 남쪽으로 연장된 전선에 배치되었다. 인디애나 19연대의 좌익을 감싸면서, 페티그루의 노스캐롤라이나인들은 가장 치열한 격전을 벌이며 강철 여단을 밀어붙였다. 결국 강철여단은 숲 밖으로 밀려났고, 루터신학교 방향으로 퇴각하게 되었다. 메레디스 대령은 머리에 총상을 입고 말에서 떨어지는 바람에 부상이 심했다.
강철 여단의 왼쪽으로 맥퍼슨 능선을 지키던 부대는 채프먼 비들 대령의 여단이었는데, 측면을 포위당해 1/10이 죽었다. 강철여단 오른쪽에서는, 챔버스버그 파이크를 따라 서쪽과 북쪽으로 대치하던 Stone's Bucktails가 브로큰브로와 다니엘로부터 협공당했다.
그 날 오후 피해는 심각했다. 26 노스캐롤라이나 연대(839명으로 가장 규모가 큰 연대였다)가 피해가 커서 첫날 전투로 약 212명이 남았다. 연대장 헨리 K. 버그윈 대령은 가슴을 관통당하는 치명상을 입었다. 3일간 전투를 치른 후, 26 노스캐롤라이나연대는 152명이 서 있었으며, 남북군을 통틀어 어떤 연대보다도 가장 사상자 비율이 높았다. 북군의 미시간 24 연대는 496명 중 363명을 잃었다. 헨리 A. 모로우 연대장은 머리에 부상을 입고 포로가 되었다. 비들 여단의 펜실베이니아 151 연대는 467명 중 337명을 잃었다.
이 전투의 사상자 중 가장 고위직은 머리를 피격당한 히스 장군이었다. 다행히 너무 커서 머리에 맞지 않았던 모자에 새 모자의 속을 종이로 채운 덕분에 목숨은 구했다. 그러나 이 빗나간 총알은 2가지 점에서 중요했다. 히스는 24시간 이상 의식을 잃었고, 7월 3일에는 더 이상 전투 지휘를 할 수 없었다. 또, 펜더 사단에게 전진을 재촉하여 자기 부대의 악전고투를 지원해달라고 하지도 못했다. 펜더는 이 시점에서 이상하게 소극적이었다. 리의 휘하 장군들 중 상당히 공격적인 성향이었던 이 젊은 장군은 히스가 사전 약속에 따라 전진하는 것을 봤지만, 뒤쪽에서 머뭇거리고 있었던 것이다. 힐도 펜더에게 공격 명령을 내리지 않은 것에 대해 같이 비난받았지만, 힐은 그 비난에 대해 불쾌해 했다. 펜더 장군은 다음 날 치명상을 입어 전투보고서를 작성하지 못했기 때문에 펜더가 왜 그랬는지는 모른다.

### 얼리의 11군단 공격
11군단의 카알 슈르츠는 어려운 방어 문제에 직면했다. 그는 4개 여단을 보유하고 있었는데, 이 병력으로 마을 북쪽에 넓은 방어선을 지키기에는 역부족이었다. 슈르츠는 알렉산더 쉼멜페닝 준장 사단을 좌측에, 프랜시스 C. 바로우 사단을 우측에 배치했다. 왼쪽부터 조지 폰 암스버그 대령 여단, Włodzimierz Krzyżanowski 대령 여단, 에이델버트 엠스 준장 여단, 그리고 레오폴드 폰 길사 대령 여단이 배치되었다.
문제를 더 어렵게 했던 것은, 바로우 사단이 쉼멜페닝 사단보다 더 북쪽으로 50피트 정도 고도의 블로허 언덕(전투 이후 바로우 언덕이라는 이름으로 바뀌었다)으로 전진했다는 점이었다. 이것은 심각한 판단 착오였는데, 북군 방어선에서 여러 방향에서 공격당할 수 있는 돌출부가 돼버렸기 때문이다. 바로우는 나중에 자신의 행동에 대해서, 로즈 사단의 돌스 여단이 그 지점을 점령하여 자신에게 포격을 가할 것을 우려했기 때문이라고 주장했다.
리처드 이월의 두 번째 사단인 얼리 사단은 휘하 3개 여단을 북군 방어선 보다 거의 반 마일(약 0.8km)가량 넓게 전투대형으로 배치하고, 포병대의 일제 포격으로 공격을 시작했다. 해리 T. 헤이스(Harry T. Hays)준장과 아이작 E. 애버리 대령(Isaac E. Avery) 여단이 북군의 노출된 측면을 공격하는 동안 존 B. 고든 준장의 조지아 여단은 바로우 언덕에 대한 정면 공격을 하라는 지시를 받았다. 동시에 돌스 휘하의 조지아인들이 고든 여단의 공격에 호응하여 동시 공격을 시작했다. 고든이 노린 바로우 언덕의 수비대는 폰 길사 여단의 운 나쁜 900여 명이었다. 지난 5월, 그의 휘하 2개 연대는 챈슬러즈빌 전투에서 스톤월 잭슨의 우회 공격의 주 목표였던 부대로 패전 기억이 생생한 부대였다. 54 및 68 뉴욕 연대의 병사들은 버틸 수 있는 한 버텼지만, 결국 제압당했다. 그리고 153 펜실베이니아 연대도 패했다. 부하들을 수습하려던 바로우는 옆구리에 피격당하고 남군의 포로가 되었다. 바로우의 두 번째 여단인 엠스 여단은 돌스와 고든으로부터 공격받게 되었다. 두 북군 여단은 남쪽으로 무질서하게 철수했다.
11군단 좌익에서 남군의 공격은 쉼멜페닝 사단에 집중되었다. 11군단 좌익은 로드와 얼리 포병대의 치명적인 십자포화에 걸렸고, 돌스의 보병부대의 공격을 받았다. 얼리의 부하들은 우회 공격으로 북군을 압박하여 마을 쪽으로 혼란스럽게 물러나게 만들었다. 폰 앰버그 여단의 157 뉴욕연대의 필사적인 반격은 3방향에서 포위당했고, 전체의 75%인 307명의 인명피해를 입었다.
하워드 장군은 포병대와 폰 쉬타인웨어의 예비대에서 차출한 찰스 코스터 대령의 보병여단을 전진시켰다고 증언했다. 마을 북쪽에서 벽돌 공장에 배치되었던 코스터의 방어선은 헤이스와 애버리에 의해 제압당했다. 코스터 대령은 후퇴하는 병사들을 위해 가능한 한 시간을 벌어주었지만, 대가는 비쌌다. 코스터의 부하 800명 중 313명이 포로가 되었고, 4문의 대포 중 2문을 빼앗겼던 것이다.
오후 4시 경, 1시간에 조금 못 미치는 전투 끝에 11군단은 완전히 붕괴되었다. 그들은 1,400여 명의 포로를 포함하여 3,200여 명의 인명피해를 입었고, 고든과 돌스 여단의 피해는 750명 미만이었다.

### 로즈와 펜더의 돌파

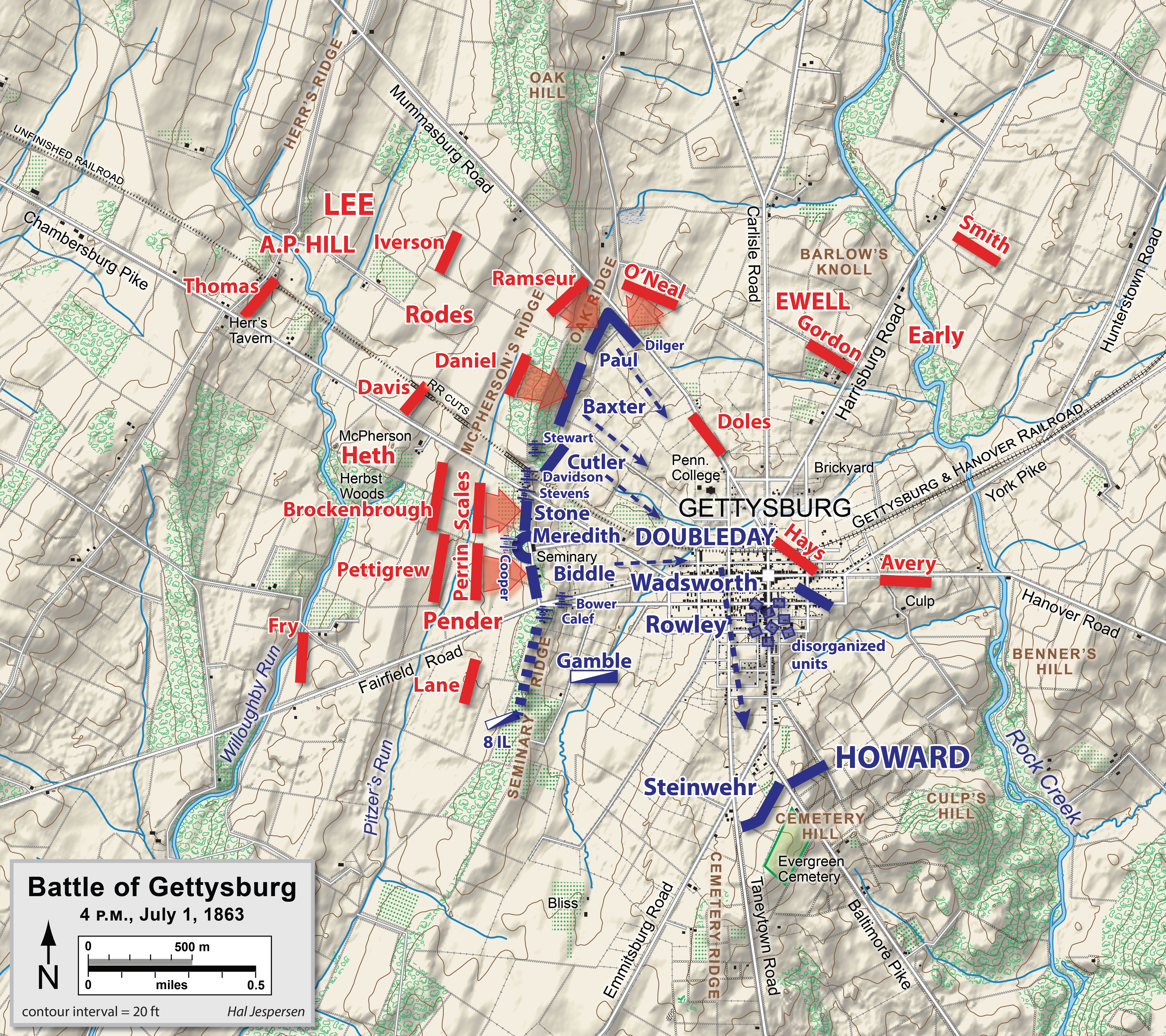
로즈와 펜더의 돌파, 4:00 p.m.

원래 2시로 계획된 로즈의 공격은 지연되었고, 예비여단인 람세어 여단으로 뭄매스버그(Mummasburg) 도로에서 돌출부를 형성한 폴 여단을 상대하게 했고, 돌스 여단은 11군단 좌익을, 다니엘 여단은 지금은 동쪽으로 자리를 옮긴 오크 능선의 박스터를 상대로 계속 공격을 가하게 했다. 얼리의 협공 덕분에 로즈의 공격은 성공했다.
서쪽에선 북군 병사들이 능선으로 후퇴하여 서둘러서 쉬머커 홀의 서쪽 면에서 북서쪽으로 548.84m(600야드)거리의 흉벽을 쌓았다. 북군은 웨인라이트 포병대의 대포 20문의 지원을 받았다. 힐 군단의 펜더 사단이 오후 4시경에 북군 1 군단 생존자들을 끝장내려고 히스 부하들의 지친 전열을 지나서 진격하기 시작했다. 알프레드 M. 스케일스 준장 여단은 북쪽 끝에서 첫 공격을 시작했다. 그의 노스캐롤리아니 5개 연대 1,400명은 피켓의 돌격 당시 남군에 가해진 포격에 견줄 만한 격렬한 집중 포화에 사실상 전멸했다. 북군 20문의 대포는 4.57m(5 야드)간격으로 배치되어 접근하는 남군 여단에 원형 파편탄, 산탄 및 이중산탄 등 모든 종류의 포탄을 퍼부었고, 전투 후에는 서 있을 수 있는 병사는 500명이었고, 지휘 장교는 소위 한 명뿐이었다. 스케일스는 나중에 "연대 병력이 있던 곳 여기 저기에 오직 1개 중대 병력만 남아 있었다"(only a squad here and there marked the place where regiments had rested)고 회상했다.
공격은 남쪽-중앙 지역에서 계속되었다. 이곳에서는 애브너 M. 페린 대령이 앨라배머 여단(4개 연대, 1,500명)에 사격을 멈추지 말고 신속하게 진격하라고 명령했다. 페린 대령은 말에 올라타서 부하들을 지휘하고 있었는데, 기적적으로 아무런 상처를 입지 않았다. 페린 대령은 병력을 북군 좌측 장벽에서 약한 지점으로 지휘했다. 그 지점은 비들의 펜실베이니아 121 연대와 측면을 엄호하는 갬블 대령의 기병들 사이였다. 페린 대령의 부대는 북군 방어선을 돌파하여 포위하고 스케일의 부하들이 계속 꼼짝못하게 하는 북쪽의 북군 우익으로 몰아붙였다. 오후 4시 30분, 북군 방어지점들은 더 이상 지킬 수 없었고, 병사달은 11군단이 북쪽 전투에서 패하여 남군에 추격당하면서 후퇴하는 것을 볼 수 있었다. 더블데이는 묘지 언덕으로 철수할 것을 명령했다.
남쪽에서 제임스 H. 레인 준장의 노스캐롤라이나 여단이 하게스타운 도로 쪽에서 감행된 북군 기병대의 공격을 붙들어매어 남군의 공격 작전에 기여했다. 에드워드 L. 토마스 대령의 조지아 여단은 후방에서 펜더나 힐을 지원하거나 돌파구 확장에 가담하지 않고 예비로 대기했다.

### 북군의 후퇴

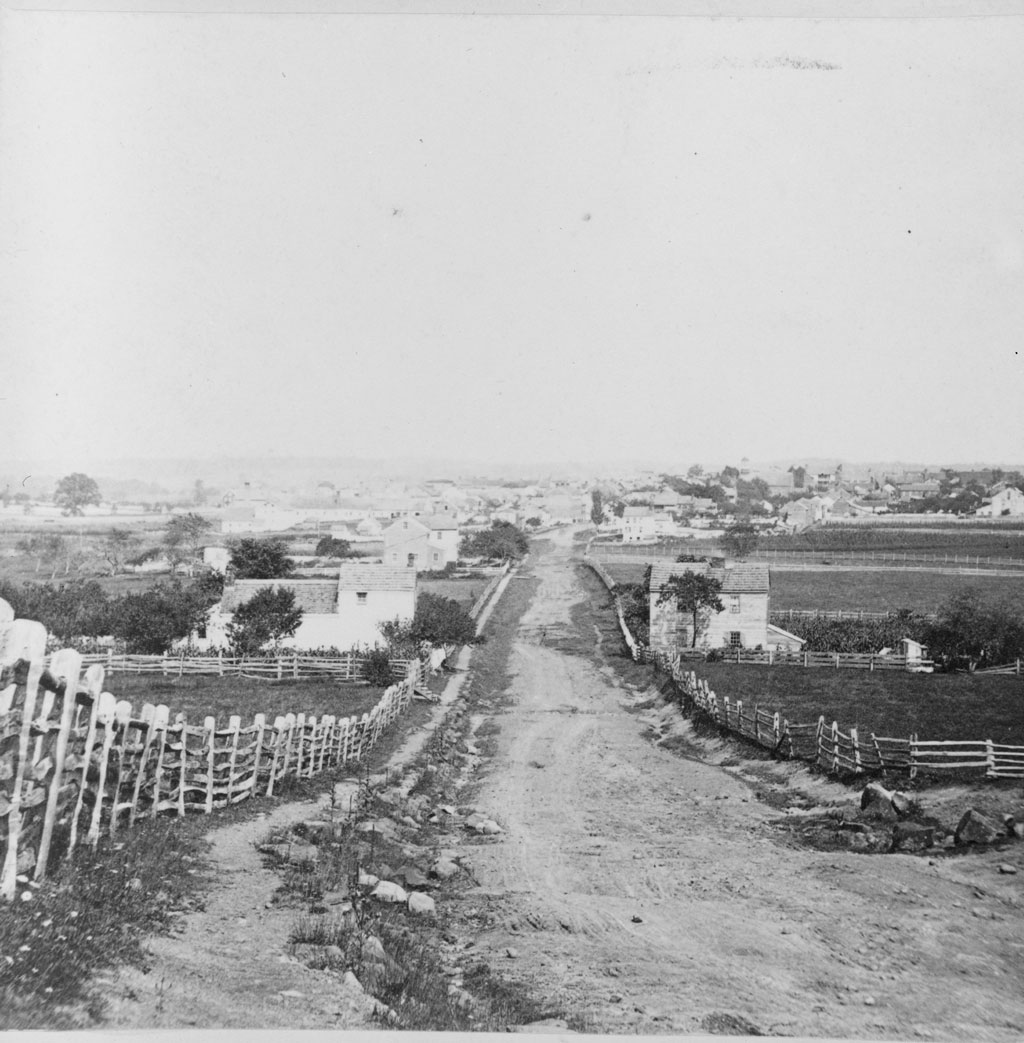
마을 북쪽, 루터 신학교 일대에서 바라본 게티즈버그

어느 부대가 먼저 퇴각했는지는 불분명했다. 두 군단은 서로를 비난했다. 북군의 붕괴에는 3가지 국면이 있다. 가장 널리 알려진 첫 번째는 방어선을 따라 시계 반대 방향으로 구축된 바로우 돌출부의 실패가 붕괴를 촉발했다는 것이다. 2번째는 바로우의 방어선과 신학교 능선의 방어선이 거의 동시에 붕괴했다는 점이다. 세 번째는 중앙의 로빈슨 사단이 무너지면서 사방으로 흩어졌다. 하워드 소장은 미드 장군에게 1군단이 그의 측면에서 먼저 붕괴되는 바람에 후퇴할 수밖에 없었다 얘기했지만, 더블데이와 그의 부하들은 전혀 인정하지 않았다(더블데이의 군 경력은 하워드의 주장으로 종말을 고했다).
북군은 서로 다른 명령을 받아 후퇴했다. 신학교 능선에 있던 부대는 지휘 통제를 유지하며 침착하고 천천히 이동하라는 명령을 받았는데, 웨인라인트 대령의 포병대는 퇴각 명령에 대해 아무것도 알지 못해 자기 부대만 고립된 채 남아 있는 것을 알게 되었다. 웨인라이트는 상황을 깨닫고, 포병들에게 도보로 철수하라고 명령했다. 공격이 계속 가중됨에 따라 웨인라이트는 남은 17문의 대포를 3문씩 나란히 챔버스버그 거리로 최고 속도로 달리라고 명령했다. A.P. 힐은 신학교 능선의 북군을 추격에 자신의 예비대를 동원하지 못해 큰 기회를 놓쳤다.
철도 절단점 근처 다니엘 여단은 공격을 새로 시작하여 500명의 북군을 포로로 잡았다. 람세어 여단의 공격을 받고 있던 북군 폴 여단은 고립되었고, 로빈슨 장군은 후퇴를 명령했다. 그는 적의 추격에 대비하여 후위대로 대기 중이던 메인 16 연대에 "어떤 희생을 치르더라도" 현 위치를 사수하라는 명령을 내렸다. 찰스 틸든 대령이 지휘하던 메인 16 연대는 뭄머스버그 도로의 돌담으로 되돌아와 여단 잔여 병력이 탈출에 필요한 시간을 벌기 위해 격렬한 사격을 가했다. 메인 16 연대는 그날 298명으로 전투를 시작했으나, 전투가 끝났을 때에는 겨우 35명이 살아 남았다.
11군단에게는, 지난 5월의 챈슬러즈빌 전투 당시 후퇴의 슬픈 기억을 다시 떠올렸다. 당시에도 좌익은 1군단이었고, 11군단이 먼저 후퇴하면서 전체 북군 전선이 무너졌었다. 아뭏튼 헤이스와 애버리의 집요한 추격을 당하는 와중에, 그들은 마을 거리에서 막혔다; 군단에서 어느 누구도 이런 우발 상황에 대비하지 않았던 것이다. 백병전이 여기저기서 벌어졌다. 군단 일부는 벽돌공장에서 코스터가 그랬던 것처럼 조직적으로 싸우며 후퇴했다. 게티즈버그의 민간인들은 머리 위로 포탄이 날라다니고 달아나는 병사들의 혼란에 빠졌다. 몇몇 병사들은 포로가 되지 않기 위해 지하실에 숨거나 울타리가 쳐진 가까운 뜰에 숨었다. 쉼멜페닝 장군이 그런 사람들 중 한 명이었다. 그는 울타리를 기어 올라가 3일간 전투 기간 중 나머지를 갈라치 가족의 부엌 뒤뜰의 장작더미에 숨었다. 11군단 병사들에게 유일하게 유리했던 점은 아침에 그들이 지나왔던 길이라 묘지 언덕으로 가는 길에 익숙했다는 점이었다;고급 장교들까지 포함하여 1군단 병사들은 묘지가 어디 있는지 아는 사람이 없었다.
북군이 묘지 언덕으로 올라갔을때, 단호한 성격의 윈필드 스콧 핸콕 소장이 그들을 기다리고 있었다. 정오경, 레이놀즈가 죽었다는 소식을 들었을 때 미드 장군은 게티즈버그 남쪽으로 약 15km(9마일) 떨어진 메릴랜드주 태니타운에 있었다. 그 소식을 접한 미드가 즉시 그가 가장 신임하는 2군단장 핸콕을 전투를 총지휘하고, 게티즈버그가 주전장으로 적합한지 여부를 결정하라고 보냈던 것이다. 미드의 원래 계획은 수 마일 남쪽 메릴랜드주의 파이프 크리크에 방어선을 구축하는 것이었다. 그러나, 격전이 진행 중이라 다른 선택을 하게 된 것이다.
핸콕이 묘지 언덕에 도착하여 하워드와 만났고, 그들은 미드의 지휘 명령에 짧은 논쟁을 벌였다. 선임 지휘관으로서 하워드는 핸콕의 방침에 마지못해 동의했다. 비록 핸콕이 오후 4시에나 도착하여 그 날 전투에서는 아무 역할도 할 수 없었지만, 그는 언덕에 도착한 북군의 사기를 진작시켰고, 그들을 방어진지에 배치했다. 전장으로서 게티즈버그를 선택하는 것에 대해, 핸콕은 하워드에게 "이제껏 봐온 전장 중에서 이곳이 가장 강력한 방어 진지라고 생각합니다."라고 말했고, 하워드가 동의하자, 핸콕이 토론의 결론을 냈다: "좋아요. 나는 이곳에서 싸우겠습니다. " 포토맥군 공병참모 거버너 K. 워렌 준장이 지형을 살펴보고 핸콕에 동조했다.

## 저녁
리 장군은 북군이 묘지 언덕의 고지를 점령하고 있다면, 북군 방어에 아주 유리한 지점이 될 것이라는 것을 이해했다. 리는 이월에게 "적이 점령하고 있는 언덕을 가능하다면 점령하라, 그러나 다른 사단들이 도착할 때까지 교전을 회피하라"라는 명령을 내렸다. 이 앞뒤가 안맞고 임의 재량에 맡긴 명령을 받은 이월은 공격을 시도하지 않았다.
한 가지 이유는 비록 "알레게니" 존슨 사단이 새로 막 도착하긴 했지만, 다른 병사들의 전투 피로도 문제였다. 또 다른 문제는 북쪽으로 쭉 뻗은 게티즈버그 거리에 좁은 도로를 지나 고지를 공격해야 하는 어려움이었다. 이월은 컬프스힐을 점령하는 것도 고려했지만, 또 다른 북군 부대(아마 슬로컴의 12군단)가 요크 파이크를 따라 진격해오고 있고, 그들 중 일부 소부대가 언덕에 나타나났다는 보고에 그 생각을 포기해버렸다.
리의 명령은 이월에게 너무 지나치게 임의 재량권을 부여했다고 비판받왔다. 살아 있었다면 북버지니아군의 한 축을 지휘했을 스톤월 잭슨이 이 명령에 어떻게 반응했을 것이며, 둘째날 전투가 어떻게 다르게 진행되었을지 추측하는 것도 흥미롭다.. (비록 리의 위협을 받는 상황에서 위험하긴 했어도 미드가 포토맥군을 철수시켜 원래 계획대로 파이프 크리크에 방어선을 펼치는 것도 가능하다)
양측의 이날 전투에 참가한 병력을 제외한 나머지의 대부분은 저녁이나 다음 날 아침에 도착했다. 존슨 사단은 이월에 합류했고, 리처드 H. 앤더슨 사단은 힐 군단에 합류했다. 제임스 롱스트리트가 지휘하는 1군단의 3개 사단 중 2개 사단은 아침에 도착할 예정이었다. 젭 스튜어트의 3개 기병여단은 게티즈버그에서 멀리 떨어져 북동쪽에서 광범위한 지역을 공략하고 있었다. 리 장군은 "북버지니아군의 눈과 귀"를 잃었다고 느꼈다. 그 날 아침에 우연히 시작된 전투가 스튜어트가 북군의 위치를 정확하게 알려주었다면 벌어졌을지 의심스럽다. 북군쪽에서는, 미드 자신은 저녁 늦게 도착했다. 2 군단과 3군단은 묘지 능선에 위치를 잡았고, 12군단과 5 군단은 동쪽 방향으로 근처에 자리를 잡았다. 6군단은 전장에서 상당히 떨어진 곳에서 포토맥군과 합류하기 위해 빠르게 달려오고 있었다.
첫날 전투는 많은 피를 흘린 둘째날과 셋째날에 앞서 간단한 전초전 이상의 의미를 가진다. 첫날 전투만으로도 남북전쟁 중 23번째로 규모가 큰 전투였다. 미드의 포토맥군의 약 1/4(22,000여 명)과 리의 북버지니아군의 약 1/3(27,000여 명)이 전투에 참가했고, 북군 사상자는 9,000여 명이었으며, 남군은 북군보다 덜 한 6,000여 명의 사상자를 냈다.

## 참고 문헌
- Busey, John W., and Martin, David G., Regimental Strengths and Losses at Gettysburg, 4th Ed., Longstreet House, 2005, ISBN 0-944413-67-6.
- Eicher, David J., The Longest Night: A Military History of the Civil War, Simon & Schuster, 2001, ISBN 0-684-84944-5.
- Martin, David G., Gettysburg July 1, rev. ed., Combined Publishing, 1996, ISBN 0-938289-81-0.
- Pfanz, Harry W., The Battle of Gettysburg, U.S. National Park Service and Eastern National, 1994, ISBN 0-915992-63-9.
- Pfanz, Harry W., Gettysburg – The First Day, University of North Carolina Press, 2001, ISBN 0-8078-2624-3.
- Sears, Stephen W., Gettysburg, Houghton Mifflin, 2003, ISBN 0-395-86761-4.
- Trudeau, Noah Andre, Gettysburg: A Testing of Courage, HarperCollins, 2002, ISBN 0-06-019363-8.